# Fuxing
För andra betydelser, se Fuxing (olika betydelser).

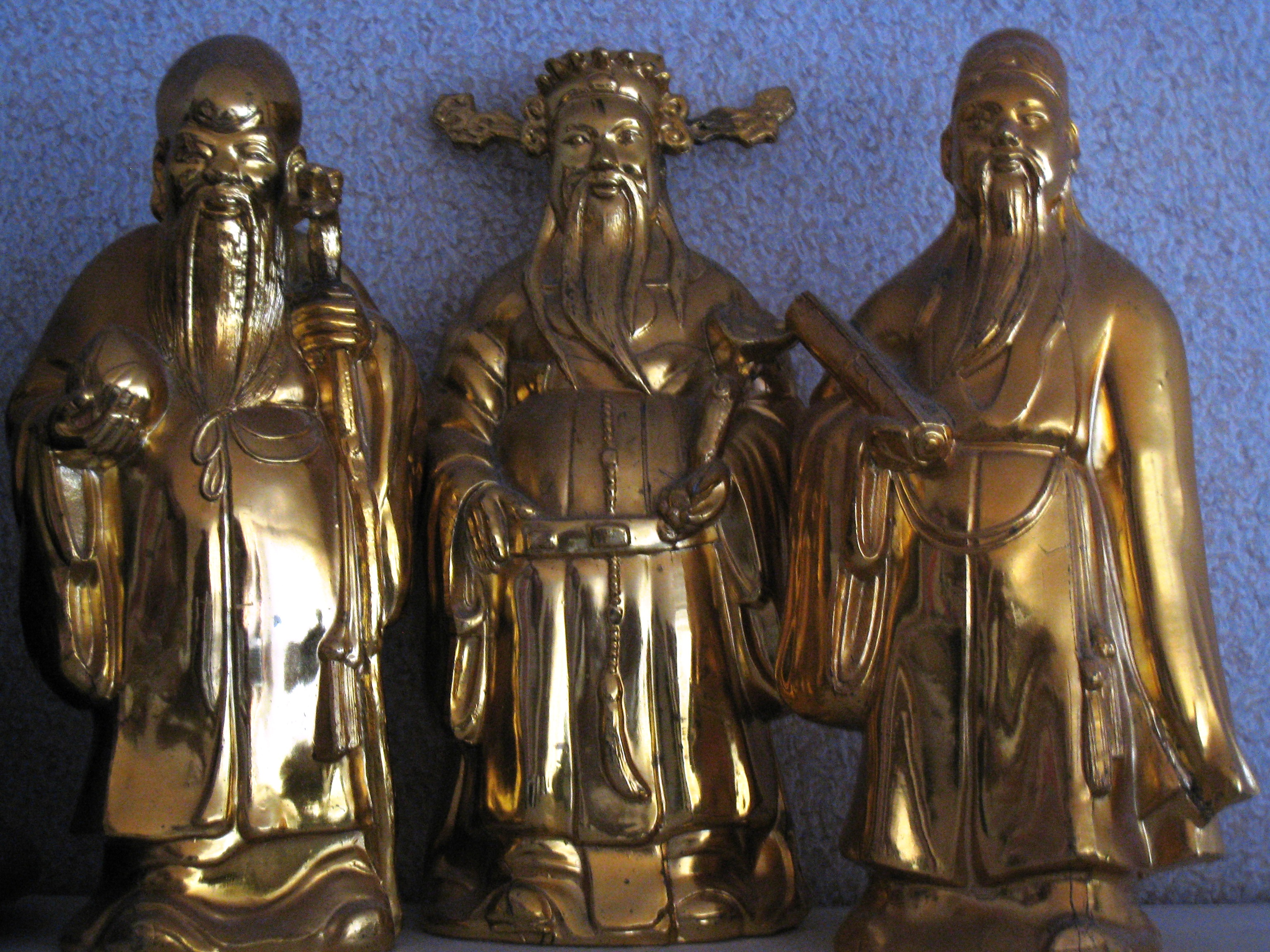
Shoulao, Luxing och Fuxing

Fuxing (福星; Fúxīng) eller Fupan (福判; Fúpàn) är i kinesisk mytologi en av de tre lyckobringande gudarna Sanxing. Fuxing är personifieringen av lycka och förmögenhet. Fuxing identifieras med planeten Jupiter
I litteratur från Mingdynastin (1368–1644) beskrivs att Fuxing var en inspektör från Daozhou (dagens Dao i Hunan) som levde under Tangdynastin (618–907). Hans namn var Yang Gong (楊公) eller Yang Cheng (楊成). Han beundrades av befolkningen för sin kamp att dvärgar inte skulle användas för underhållning i hovet. Med tiden blev han gudomlig och tillbedd för att få lycka och rikedom.
Fuxing visualiseras klädd som tjänsteman eller  vetenskapsman med en bokrulle där ordet Fu (福) är synligt. Han har kejserliga skor och är klädd i röda kläder med broderade drakar och utsmyckad med kedjor av jade. Han håller en ruyispira i handen. Hans ansikte är ljust och glatt och har långt skägg. Ibland avbildas ett berg av guld och silver över hans huvud. Ibland är han tillsammans med en fladdermus eftersom ordet för fladdermus (蝠) uttalas samma som Fu. Ibland håller han ett barn eller är omgiven av barn.